# Gyrinus pectoralis
Gyrinus pectoralis är en skalbaggsart som beskrevs av Leconte 1868. Gyrinus pectoralis ingår i släktet Gyrinus och familjen virvelbaggar. Inga underarter finns listade i Catalogue of Life.